# 1560 a tudományban
Az 1560. év a tudományban és a technikában.

## Építészet
- felépül a Koppenhága melletti Fredriksborg-palota

## Események
- A dohány behozatala Európába. (Jean Nicot francia diplomata)

## Születések
- Thomas Harriot(wd) csillagász, matematikus, etnográfus
- Caspar Bauhin(wd) (Bauhin Gaspard, vagy Casparus Bauhinus), növényszisztematikus és anatómus
- Wilhelm Fabry(wd) (William Fabry, Guilelmus Fabricius Hildanus, vagy Fabricius von Hilden), sebészorvos, a „német sebészet atyja”